# Hospital Erasto Gaertner
O Hospital Erasto Gaertner é uma instituição de saúde localizada em Curitiba com foco no tratamento clínico e cirúrgico de pacientes com câncer e doenças oncológicas.
Ele foi criado por iniciativa do Dr. Erasto Gaertner, que em 2 de janeiro de 1952 doou um terreno de 62,500m² para a Liga Paranaense de Combate ao Câncer (LPCC), destinado à construção do hospital. Apesar da morte do Dr. Erasto em 1953 a pedra fundamental foi colocada em 11 de junho de 1955, e muitos esforços se seguiram a transformar o espaço do hospital até 1972.

## Inauguração e atividades realizadas
Mesmo sem ser oficialmente inaugurado, o tratamento de pacientes com câncer aconteceu desde a década de 1970, quando Paulo Pimentel, o governador do estado do Paraná, doou uma bomba de cobalto, que permitiu o início da realização de 47 sessões de radioterapia por dia. Com o esforço da comunidade e de voluntariado, foi possível reunir recursos para terminar a construção e finalmente inaugurar o Hospital Erasto Gaertner no dia 8 de dezembro de 1972.
No início, o hospital oferecia apenas tratamento clínico e cirúrgico, operando alguns pacientes em pequeno centro cirúrgico, e realizando procedimentos com o aparelho de radioterapia e a bomba de cobalto recebidos por doação.
Hoje em dia, o hospital é considerado o maior centro de tratamento de câncer no Sul do Brasil.